# Riverbed Technology
Riverbed Technology, Inc là một công ty IT Mỹ phát triển các sản phẩm để cải thiện hiệu suất các ứng dụng trên mạng diện rộng (WAN), một kỹ thuật được gọi là tối ưu hóa WAN. Các sản phẩm của nó được dùng giảm độ trễ (Latency) và sự hạn chế băng thông trong việc cung cấp các ứng dụng thông qua mạng WAN tới nhiều địa điểm qua những khoảng cách dài. Nó cũng phát triển sản phẩm để hỗ trợ quản lý hiệu suất mạng và ứng dụng.
Riverbed có trụ sở chính tại San Francisco. Trong tháng 12 năm 2014, công ty chấp thuận để được mua lại bởi công ty đầu tư vốn cổ phần tư nhân Thoma Bravo, và việc chuyển giao được hoàn thành vào tháng 4 năm 2015.